# Tidskapsel
En tidskapsel er en beholder beregnet til at gemme ting til fremtiden. Beholderen i sig selv er ikke væsentlig i modsætning til dens indhold. Formålet med en tidskapsel er at dokumentere en tid ved hjælp af dens brugsgenstande. Indhold kan fx være aviser, musik, fotografier, tøj osv.
I overført betydning er udtrykket brugt om steder eller kulturer, som ikke er fulgt med tiden eller særligt i science fiction om steder hvor tiden faktisk er gået langsommere end i omgivelserne. Eksempler på de første er shakernes samfund i USA eller cluniacensernes klostre.
Tidskapsler er lavet af metal så dyr ikke kan gnave i indholdet.